# オシップ・ブラス
オシップ・ブラス（ロシア語: О́сип Эммануи́лович Браз, ラテン文字転写: Osip Emmanuilovich Braz、1873年1月16日 - 1936年11月6日）は、ユダヤ系のロシア（ウクライナ）人の画家である。

## 略歴
オデッサで生まれた。オデッサで美術を学んだ後、1891年から1893年まで、ミュンヘン美術院で学んだ。ミュンヘンでの修行を終えた後、パリ、オランダを旅し、オランダの巨匠の作品から影響を受けた。1895年からはサンクトペテルブルクの美術アカデミーで、イリヤ・レーピンの教室で学んだ。
その後、ロシアの仲間の画家や、ロシアの文化人の肖像画を描き、評価を高めた。1898年の文学者、アントン・チェーホフ の肖像画がもっともよく知られている。風景画にも優れ、フランス、クリミア、フィンランドを描いた。1900年からは美術教師として働いた。1907年から1911年の間、再びフランスを訪れた後、1914年からエルミタージュ美術館の絵画修復の仕事を依頼され、革命後はエルミタージュ美術館の学芸員に任じられた。
1924年に、海外に絵を輸出するために絵を買い入れたとされ、スパイ行為もあったと告訴され、3年間ソロヴェツキーの収容所に収監され、彼の貴重なオランダの作品を含む美術コレクションも没収された。1926年にレニングラード美術協会の尽力で釈放された後、ソビエトを出て1928年にドイツに移り、その後パリに移り 、パリで没した。

## 作品

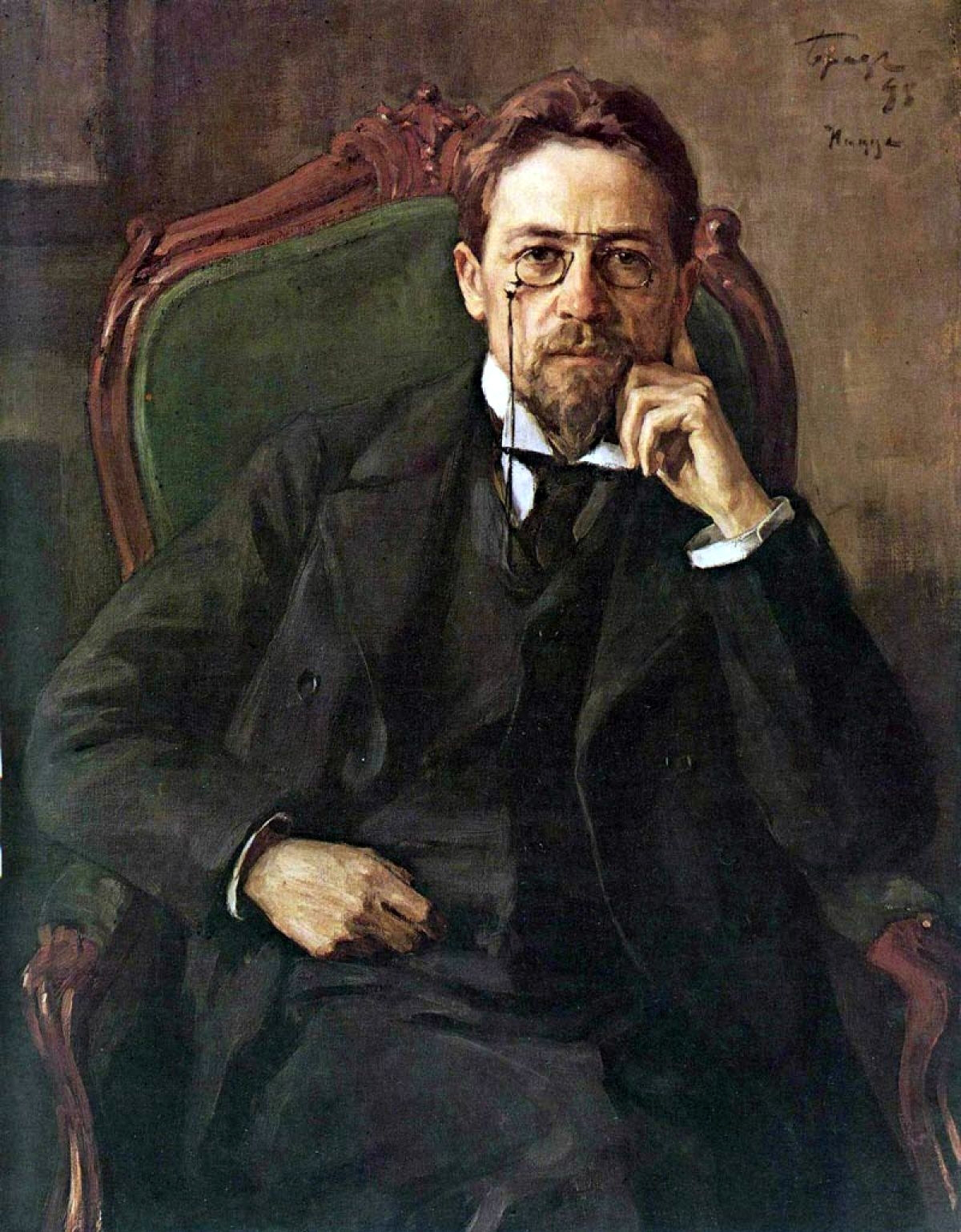
アントン・チェーホフ (1898)
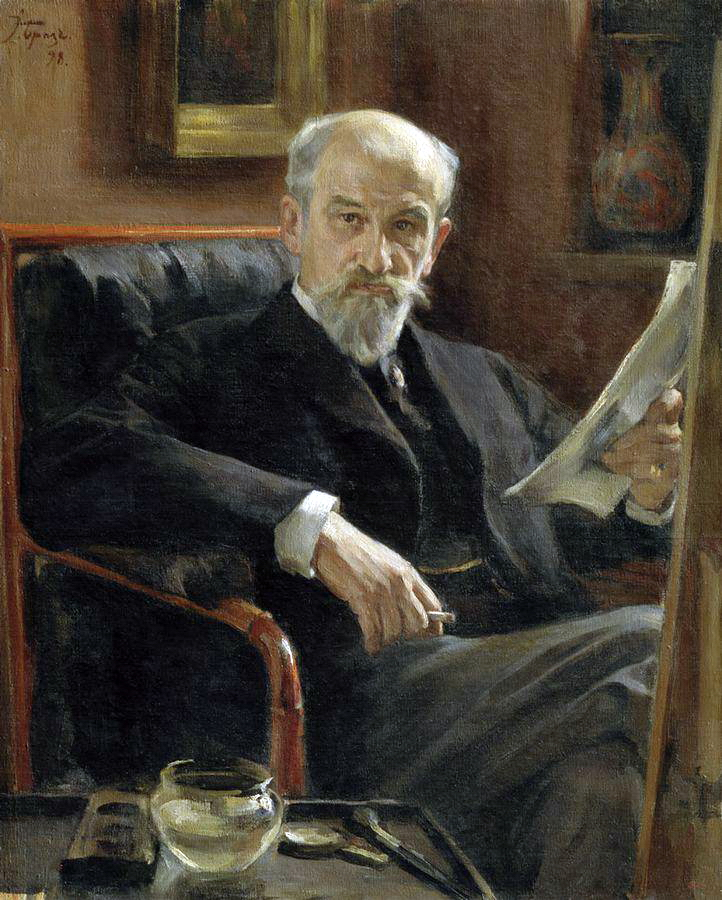
Alexander Sokolov- 画家 (1898)
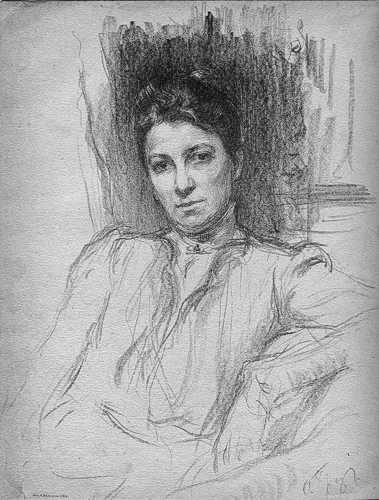
Maria Savina-女優 (1900)
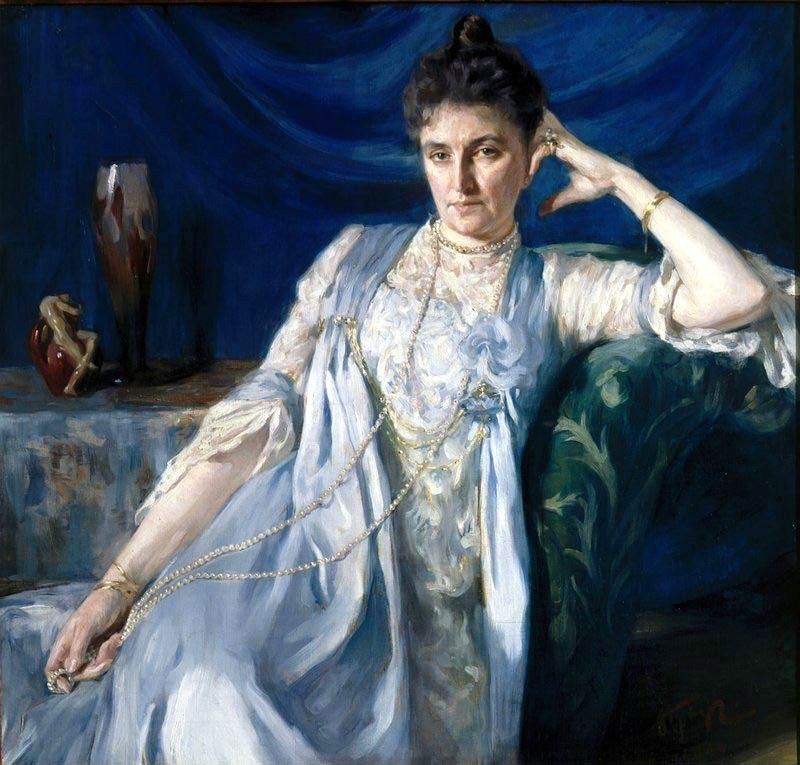
Countess E.M. Tolstaya (1900)
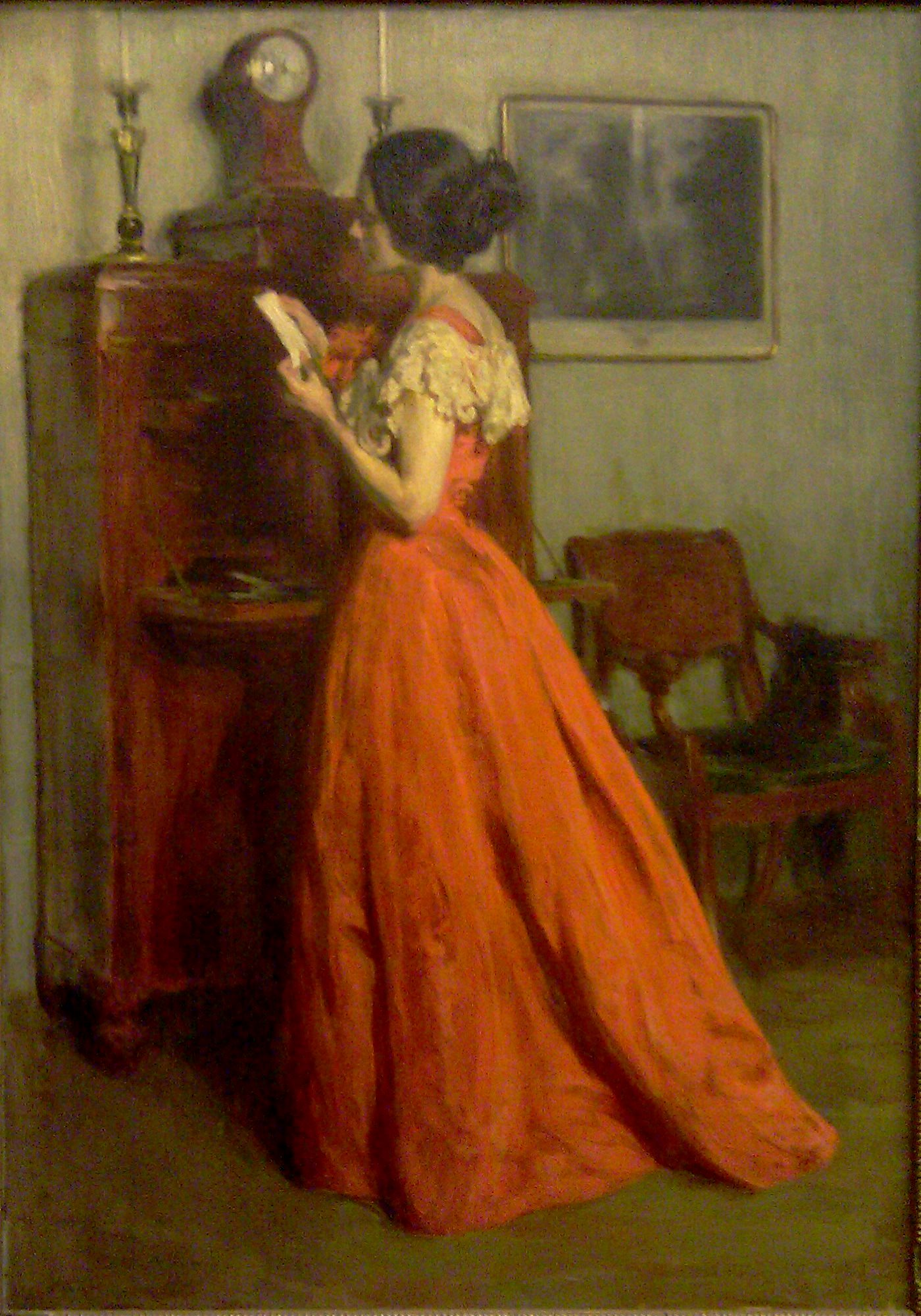
"Reminiscence" (1901)
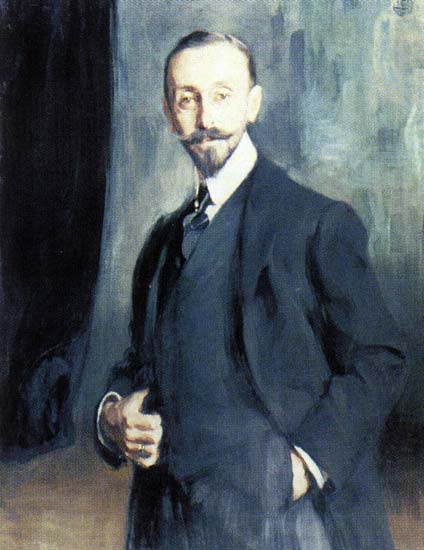
Dmitry Ivanovich Tolstoy (1901)
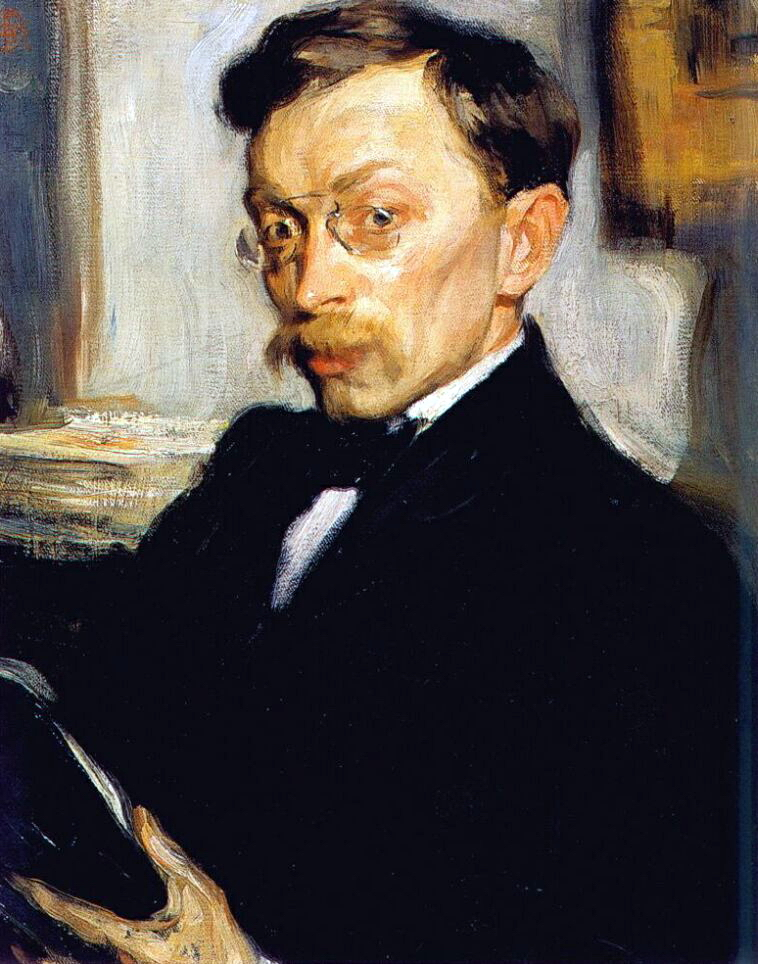
Konstantin Pervukhin- 画家 (1902)
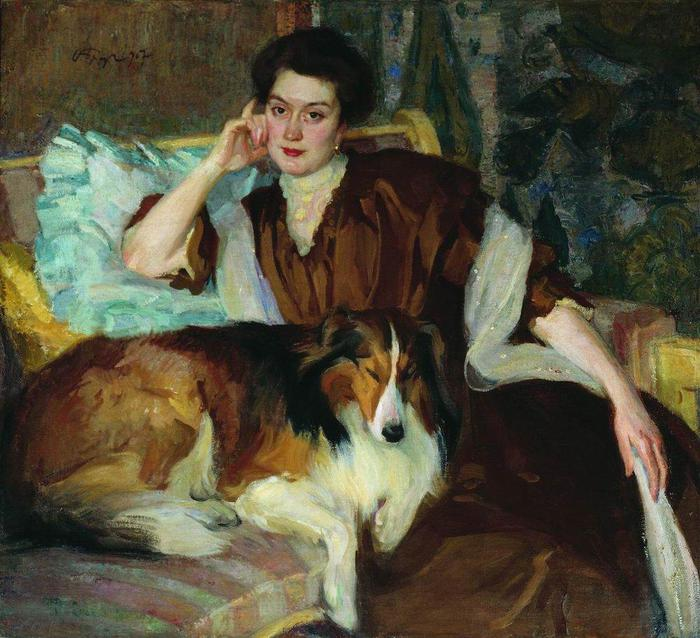
「妻」(1907)
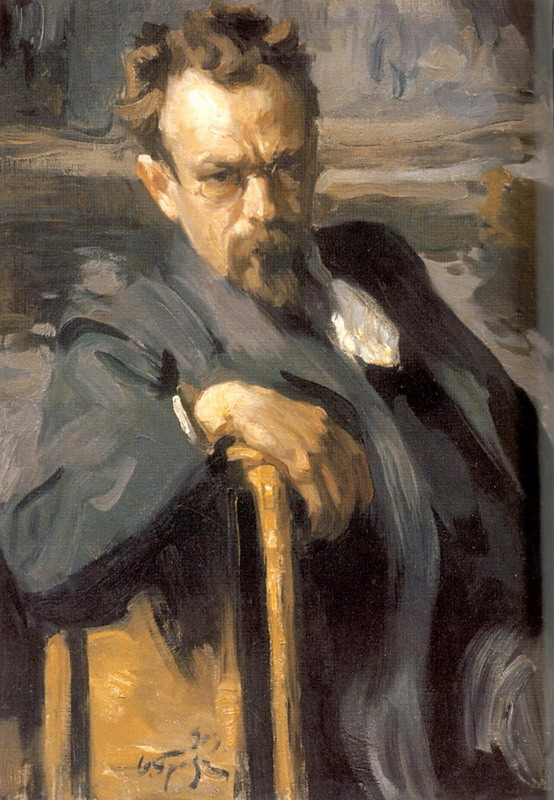
Sergey Ivanov - 画家 (1909)
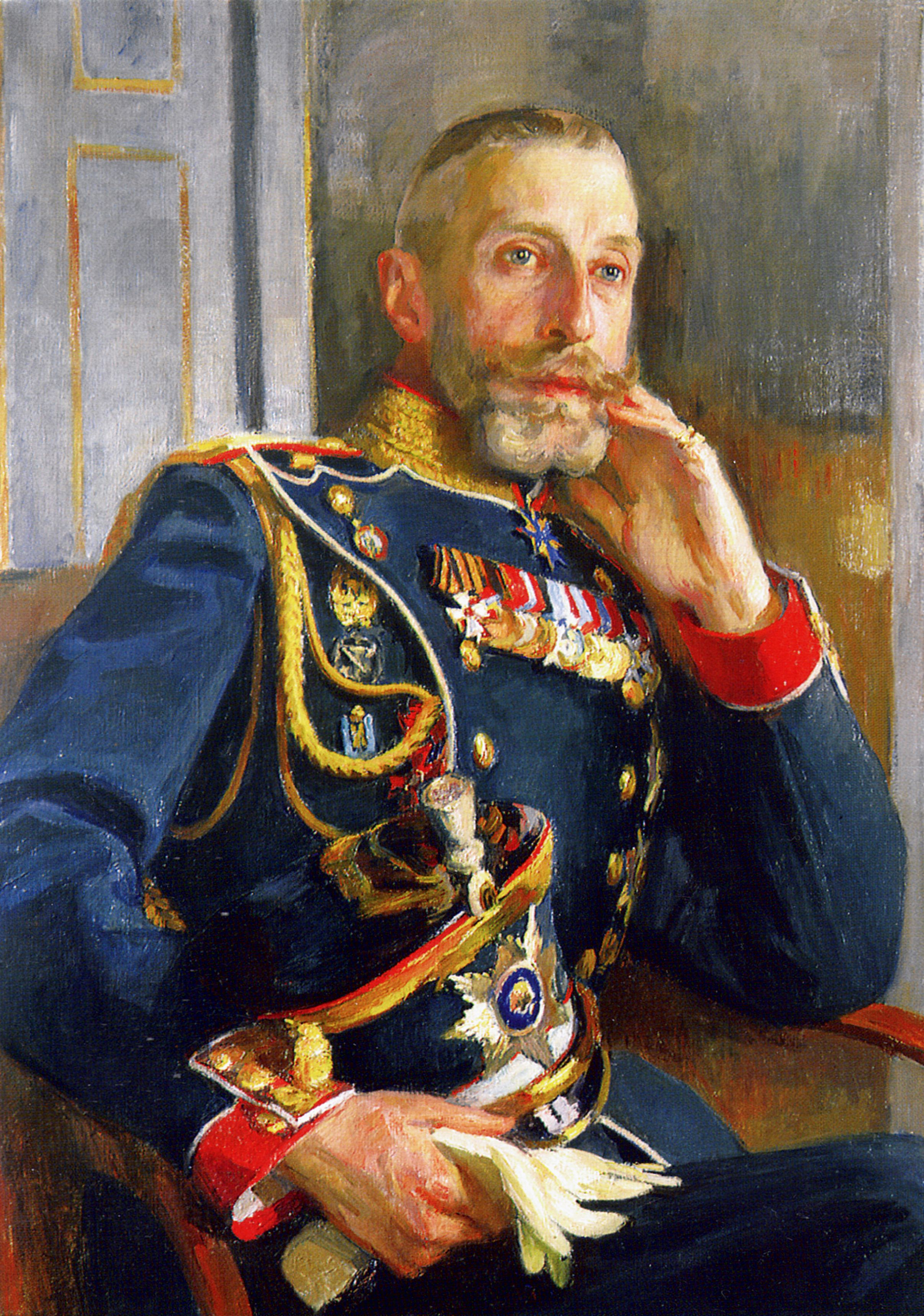
コンスタンチン・コンスタンチノヴィチ (1912)
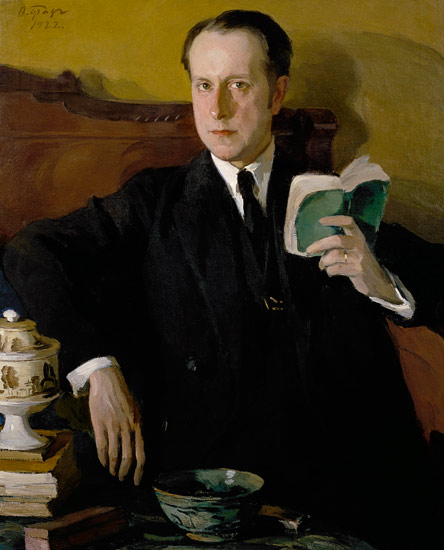
ムスチスラフ・ドブジンスキー -画家 (1922)

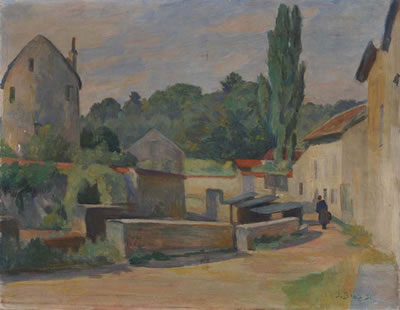
「午後の村」(1936)
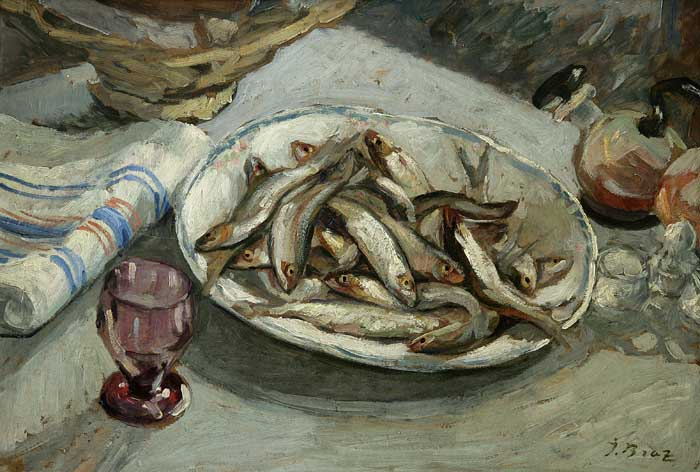
「食堂の静物」
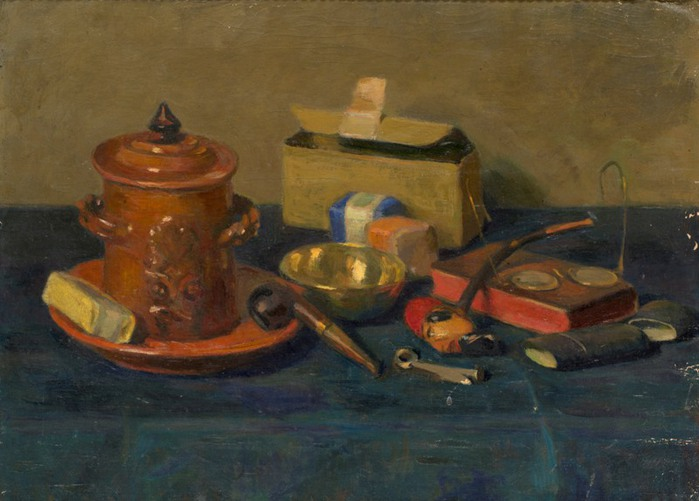
静物画
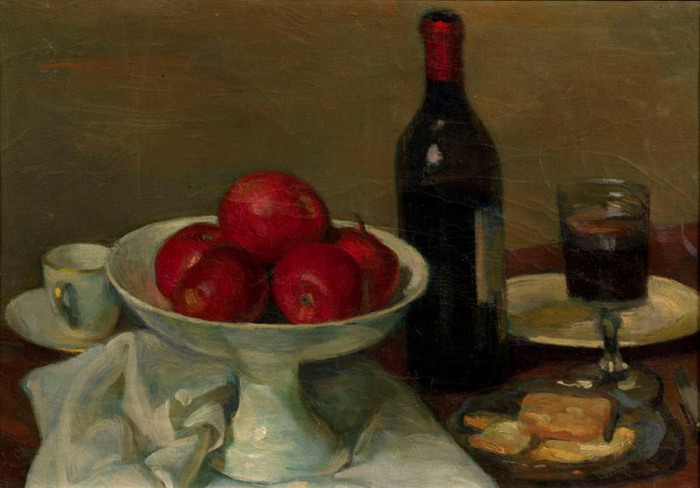
静物画